# 윈옌구

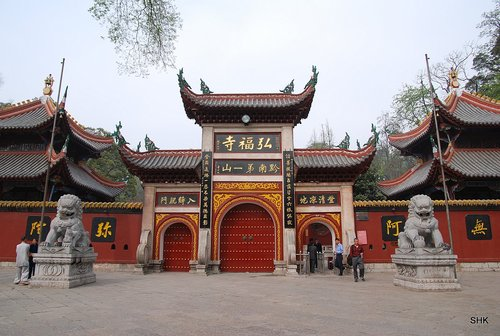

윈옌구(한국어: 운암구, 중국어: 云岩区, 병음: Yúnyán Qū)는 중화인민공화국 구이저우성 구이양 시의 현급 행정구역이다. 넓이는 68km2이고, 인구는 2007년 기준으로 620,000명이다.

## 행정 구역
26개 사구, 1개 진을 관할한다.
- 사구: 中华社区,中环社区,延中社区,市西社区.威清社区,栖霞社区服务,黔东社区,中东社区,东山社区,北京路社区服务中心普陀社区,宅吉社区,省府社区,贵乌社区,中天社区服务中心金狮社区,金关社区,三桥社区,圣泉社区服务中心金鸭社区,荷塘社区,普天社区,龍龙社区,蔡关社区,金惠社区
- 진: 黔灵镇.